# Aceros
Aceros é um género de aves da família Bucerotidae. O grupo inclui cinco espécies (ou onze, segundo outras classificações) de calaus, nativas do Sudeste Asiático.

## Espécies
Este género compreende uma única espécie:
- Calau-nepalês, ou calau-de-pescoço-ruivo, [2] Aceros nipalensis

Diversas outras espécies que já fizeram parte deste género estão actualmente classificadas nos géneros Berenicornis, Rhabdotorrhinus ou Rhyticeros.